# José Manuel Beirán
José Manuel Beirán, född 7 februari 1956, är en spansk basketspelare som tog tog OS-silver 1984 i Los Angeles. Detta var Spaniens första medalj i basket vid olympiska sommarspelen. Det kom att dröja till baskettävlingarna vid olympiska sommarspelen 2008 i Peking innan Spanien tog sin nästa medalj. Han spelade för Real Madrid Baloncesto i Liga ACB.